# Source de chaleur universelle

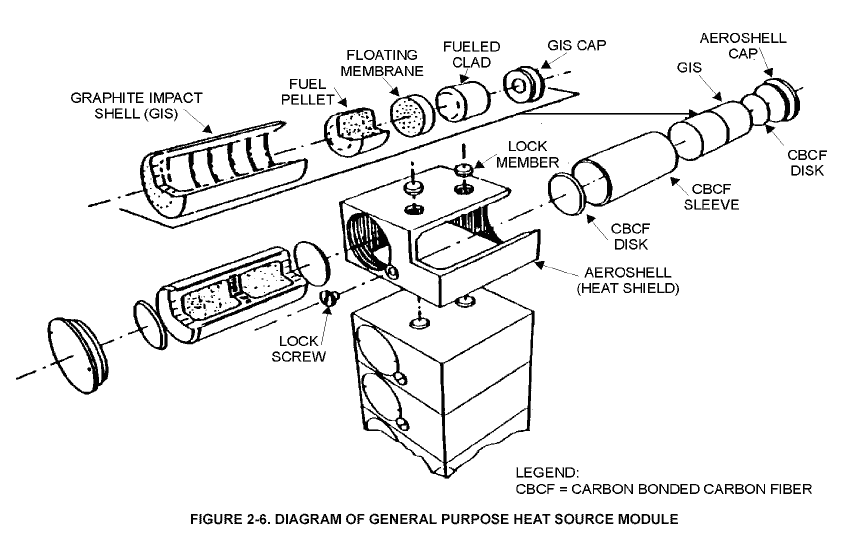
Schéma d'un module GPHS et de son empilement.

Une source de chaleur universelle (GPHS, de l'anglais General Purpose Heat Source) est une unité modulaire compacte développée par le DOE pour la NASA destinée à produire de la chaleur dans les sondes spatiales afin de générer de l'électricité à travers un générateur thermoélectrique à radioisotope (RTG en anglais) ou un générateur Stirling à radioisotope (RSG en anglais). Cette technologie est également mise en œuvre dans diverses applications militaires nécessitant des sources thermiques fiables de longue durée devant fonctionner dans des environnements qui n'autorisent pas leur maintenance.
Chaque module GPHS se présente sous forme d'un parallélépipède rectangle empilable de 9,948 × 9,32 × 5,82 cm pesant 1,44 kg et fournissant une puissance thermique nominale de 250 W au début de la mission par désintégration radioactive d'un radioisotope, le plutonium 238, sous forme de dioxyde de plutonium 238PuO2 des quatre éléments chauffants à radioisotope (RHU en anglais) composant chaque module GPHS.
La sonde Cassini compte 18 modules GPHS, mais des réalisations plus récentes et plus performantes peuvent fonctionner avec un nombre bien plus faible de modules ; deux modules GPHS seulement sont requis pour alimenter un générateur Stirling à radioisotope avancé (ARSG en anglais).